# Крећем
Крећем је четврти студијски албум певачице Романе Панић. Албум је издат је 2011 године за издавачке куће City Records, док је сниман у студијима Prince, Кобац, XXL, ATG Recording Studio и у студију Владе Неговановића. Текстове песама су јој написали Марина Туцаковић и Драган Брајовић Браја.

## Списак песама
| №   | Назив          | Трајање |  |
| 1.  | Дуга           |         |  |
| 2.  | Праштам ти све |         |  |
| 3.  | Крећем од нуле |         |  |
| 4.  | Пас            |         |  |
| 5.  | Златни кључ    |         |  |
| 6.  | Стаза срама    |         |  |
| 7.  | Туруру         |         |  |
| 8.  | Не куни се     |         |  |
| 9.  | Одлазим кришом |         |  |
| 10. | Драги          |         |  |
| 11. | Љуби ми се     |         |  |